# Nous sommes une famille
Nous sommes une famille (en slovaque : Sme Rodina) est un parti politique slovaque de droite populiste et dirigé par Boris Kollár.

## Histoire
Le parti a été fondé le 10 novembre 2015 par l'homme d'affaires Boris Kollár par le renommage et le réagencement du parti mineur existant Notre Pays (Náš Kraj). Le parti a recueilli 6,6% des voix lors des élections législatives de 2016, remportant 11 sièges au Conseil national,. En février 2019, le parti rejoint au niveau européen le parti Identité et démocratie.

## Résultats électoraux

### Élections législatives
| Année | Voix    | %    | Rang | Mandats  | Gouvernement                                                     |
| ----- | ------- | ---- | ---- | -------- | ---------------------------------------------------------------- |
| 2012  | 3 836   | 0,15 | 24e  | 0 / 150  | Opposition extra-parlementaire                                   |
| 2016  | 172 860 | 6,63 | 6e   | 11 / 150 | Opposition                                                       |
| 2020  | 237 531 | 8,24 | 3e   | 17 / 150 | Matovič (2020-2021), Heger (2021-2023), opposition (depuis 2023) |
| 2023  | 65 623  | 2,21 | 11e  | 0 / 150  | Opposition extra-parlementaire                                   |

### Élection présidentielle
| Année | Candidat       | 1er tour   | 2e tour |
| ----- | -------------- | ---------- | ------- |
| 2019  | Milan Krajniak | 2,8 % (7e) | -       |

### Élections européennes
| Année | Voix   | %   | Rang | Mandats | Groupe |
| ----- | ------ | --- | ---- | ------- | ------ |
| 2019  | 31 840 | 3,2 | 10e  | 0 / 14  |        |